# Ward Bauwens
Ward Bauwens (Leuven, 4 mei 1993) is een Belgisch zwemmer gespecialiseerd in de vrije slag en wisselslag. Bauwens heeft het Belgisch record op de 400 meter wisselslag in op de korte- en langebaan op zijn naam staan.
Hij verbrak zijn eigen Belgisch record op de 400 meter wisselslag meermaals in de aanloop naar de Olympische Zomerspelen 2012. Op 16 maart 2012 zwom hij op het Belgisch kampioenschap zwemmen in het Antwerpse Wezenbergzwembad 4.19,55. Daarmee verbrak hij het Belgisch record van 4.19,82 dat al sinds augustus 1995 op naam stond van Stefaan Maene.
Op de Europese kampioenschappen zwemmen 2012 in Debrecen zwom hij op 27 mei een tijd van 4.18,24 waarmee hij zich kwalificeerde voor de finale, in de finale eindigde hij in 4.18,47 op de zevende plaats.
Op de Olympische Zomerspelen 2012 in Londen won Ward Bauwens zijn serie op de 400m wisselslag en scherpte zijn Belgische record aan van 4.18,24 tot 4.16,71. Deze zestiende tijd volstond echter niet voor de finale.
Op 8 oktober 2013 werd bekend dat Bauwens stopte met competitiezwemmen, om zich volledig op zijn studies geneeskunde te kunnen concentreren.In september 2014 kondigde hij echter aan om terug te keren naar de professionele zwemsport.

## Belangrijkste resultaten
| Jaar | Olympische Spelen   | WK langebaan                                                | WK kortebaan  | EK langebaan       | EK kortebaan                                                |
| ---- | ------------------- | ----------------------------------------------------------- | ------------- | ------------------ | ----------------------------------------------------------- |
| 2010 |                     |                                                             | geen deelname | geen deelname      | 14e 400m vrije slag 12e 1500m vrije slag                    |
| 2011 |                     | geen deelname                                               |               |                    | geen deelname                                               |
| 2012 | 16e 400m wisselslag |                                                             | geen deelname | 7e 400m wisselslag | 36e 200m vrije slag 17e 400m vrije slag 13e 400m wisselslag |
| 2013 |                     | 23e 400m vrije slag 33e 200m wisselslag 27e 400m wisselslag |               |                    |                                                             |
| 2014 |                     |                                                             | geen deelname | geen deelname      | geen deelname                                               |

## Persoonlijke records
(Bijgewerkt tot en met 26 januari 2015)

### Kortebaan
| Afstand          | Tijd       | Datum            | Plaats    |
| ---------------- | ---------- | ---------------- | --------- |
| 400m vrije slag  | 3.47,49    | 22 november 2012 | Chartres  |
| 800m vrije slag  | 8.01,57    | 27 november 2010 | Eindhoven |
| 1500m vrije slag | 15.08,65   | 7 november 2010  | Stockholm |
| 200m wisselslag  | 2.00,43    | 11 november 2012 | Gent      |
| 400m wisselslag  | BR 4.13,01 | 23 november 2012 | Chartres  |

### Langebaan
| Afstand          | Tijd       | Datum        | Plaats    |
| ---------------- | ---------- | ------------ | --------- |
| 400m vrije slag  | 3.50,91    | 12 mei 2013  | Antwerpen |
| 800m vrije slag  | 8.07,25    | 17 juli 2010 | Helsinki  |
| 1500m vrije slag | 15.27,04   | 15 juli 2010 | Helsinki  |
| 200m wisselslag  | 2.01,85    | 20 mei 2013  | Antwerpen |
| 400m wisselslag  | BR 4.16,71 | 28 juli 2012 | Londen    |